# 부에티코퍼견장과일박쥐
부에티코퍼견장과일박쥐(Epomops buettikoferi)는 큰박쥐과에 속하는 박쥐의 일종이다. 코트디부아르와 가나, 기니, 기니비사우, 라이베리아, 나이지리아, 세네갈 그리고 시에라리온에서 발견된다. 자연 서식지는 아열대 또는 열대 기후 지역의 습윤 저지대 숲, 건조 사바나, 습윤 사바나 지역이다. 서식지 감소로 멸종 위협을 받고 있다.